# Блеммії

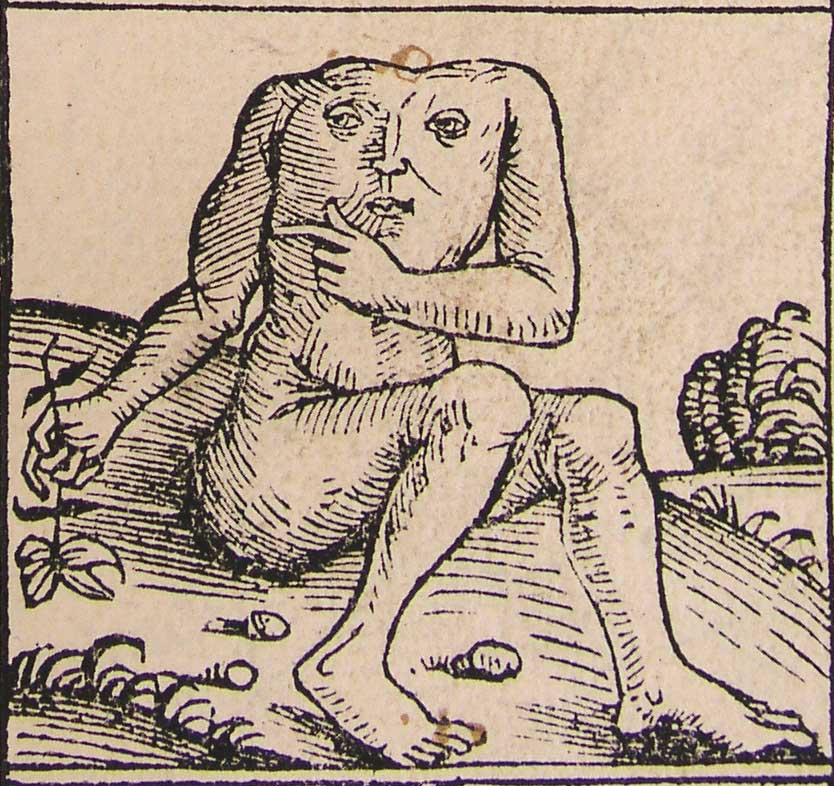
Блеммія з «Нюрнберської хроніки» Шеделя (1493).

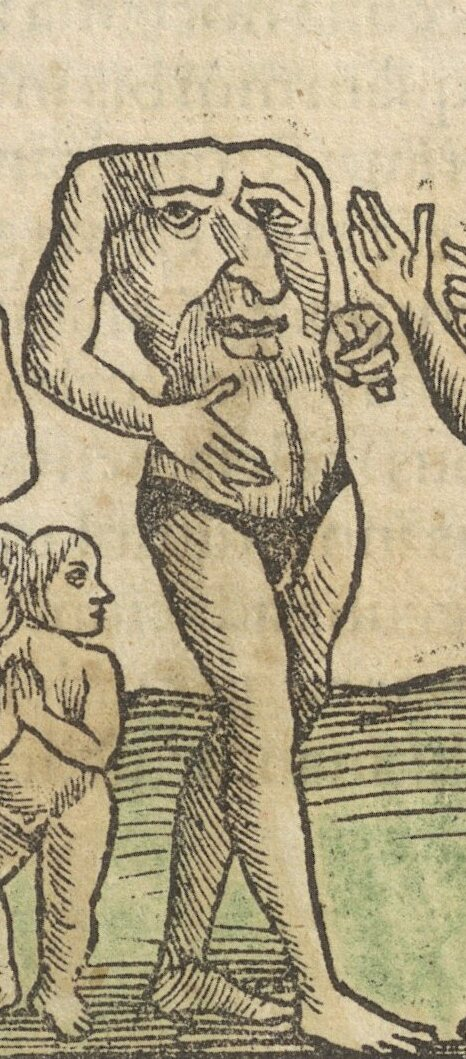
Блеммія, ксилографія з «Космографії» Себастьяна Мюнстера

Блеммії (лат. Blemmyae) або акефали (грец. ἀκέφαλοι — «безголові») — міфічні людиноподібні істоти з ротом на грудях та очима на плечах. В стародавні часи вірили, що вони живуть у віддалених куточках світу.
Відповідно до Геродотової «Історії», мешканці стародавньої Лівії стверджували про існування цих істот на східному узбережжі своїх земель, де також зустрічалися песиголовці та «дикі чоловіки і жінки, вже не кажучи про інших неміфічних істот». У схожому стилі, Пліній Старший у праці «Природнича історія» згадує історичне плем'я блеммій з Північної Африки, «що про них кажуть, ніби-то в них немає голови, а рот та очі розташовані на грудях». Він поміщає блеммій десь в Ефіопії.
Деякі автори кажуть, що блеммії ховають свої голови між плечима, що піднімаються в них непомірно високо. Самуель Бохарт встановлює значення слова слова «блемії» від двох юдейських термінів, одне з яких є запереченням, а інше означає «мозок», тобто маючи на увазі, що блеммії — це люди без мозку.
У Добу великих географічних відкриттів, у праці «Відкриття Гвіани» Волтер Релі повідомляє чутку про блеммію на ймення Евайпанома. Для Релі розповідь про блеммій є правдивою, адже «у провінціях Аромая та Хапурі про них знає кожна дитина». Він також цитує безіменного іспанця, який розповідав про свою зустріч з Евайпаномою.

## В літературі
- «Казав про канібалів-людожерів, про тих людей, що голови у них ростуть попід плечима» — Шекспір «Отелло».
- У романі Умберто Еко «Бавдоліно», під час пошуків пресвітера Йоана, протагоніст зустрічає блеммій разом з сціоподами та іншими істотами з середньовічного бестіарію.
- Валеріо Манфреді, у романі «Вежа самотності», зображує блеммій злими створіннями, що живуть у південно-східній Сахарі.